# دبوسي شاحب
دبوسي شاحب (الاسم العلمي: Claviceps pallida) هو نوع من الفطريات يتبع جنس الدبوسي من الفصيلة الدبوسية.